# العلاقات الكندية الكوبية
العلاقات الكندية الكوبية هي العلاقات الثنائية التي تجمع بين كندا وكوبا.

## مقارنة بين البلدين
هذه مقارنة عامة ومرجعية للدولتين:
| وجه المقارنة                                              | كندا                     | كوبا                              |
| --------------------------------------------------------- | ------------------------ | --------------------------------- |
| المساحة (كم2)                                             | 9.98 مليون               | 109.88 ألف                        |
| عدد السكان (نسمة)                                         | 35.70 مليون              | 11.48 مليون                       |
| الكثافة السكانية (ن./كم²)                                 | 3.58                     | 104.48                            |
| العاصمة                                                   | أوتاوا                   | هافانا                            |
| اللغة الرسمية                                             | لغة إنجليزية، لغة فرنسية | اللغة الإسبانية                   |
| العملة                                                    | دولار كندي               | بيزو كوبي، بيزو كوبي قابل للتحويل |
| الناتج المحلي الإجمالي (بليون دولار)                      | 1.65 تريليون             | 87.13 مليار                       |
| الناتج المحلي الإجمالي (تعادل القوة الشرائية) بليون دولار | 1.59 تريليون             |                                   |
| الناتج المحلي الإجمالي الاسمي للفرد دولار أمريكي          | 43.25 ألف                |                                   |
| الناتج المحلي الإجمالي للفرد دولار أمريكي                 | 45.07 ألف                |                                   |
| مؤشر التنمية البشرية                                      | 0.913                    | 0.769                             |
| رمز المكالمات الدولي                                      | +1                       | +53                               |
| رمز الإنترنت                                              | .ca                      | .cu                               |
| المنطقة الزمنية                                           |                          | 00                                |

## منظمات دولية مشتركة
يشترك البلدان في عضوية مجموعة من المنظمات الدولية، منها:
| علم المنظمة | اسم المنظمة                   | تاريخ انضمام كندا | تاريخ انضمام كوبا |
| ----------- | ----------------------------- | ----------------- | ----------------- |
|             | منظمة التجارة العالمية        | ?                 | ?                 |
|             | المنظمة الهيدروغرافية الدولية | ?                 | ?                 |
|             | منظمة حظر الأسلحة الكيميائية  | ?                 | ?                 |
|             | الأمم المتحدة                 | 9 نوفمبر 1945     | 24 أكتوبر 1945    |
|             | الاتحاد الدولي للاتصالات      | 1 يوليو 1908      | 16 يناير 1918     |
|             | منظمة الشرطة الجنائية الدولية | ?                 | ?                 |
|             | الاتحاد البريدي العالمي       | ?                 | ?                 |
|             | يونسكو                        | 4 نوفمبر 1946     | 29 أغسطس 1947     |

## أعلام
هذه قائمة لبعض الشخصيات التي تربطها علاقات بالبلدين:
- تيد كروز (سياسي أمريكي، 22 ديسمبر 1970 – )
- جورج روميرو (4 فبراير 1940[20][21][22] – 16 يوليو 2017[20][21])
- دايفيد ألفاريز (ممثل كندي، 11 مايو 1994[23] – )
- روزا سالازار (ممثلة أمريكية، 16 يوليو 1985[24] – )
- كيانز فرويسي (16 أبريل 1996[25] – )
- مارك أنتوني غونزاليس (لاعب كرة قدم كندي، 9 سبتمبر 1994 – )

## وصلات خارجية
- موقع وزارة الخارجية الكندية
- موقع وزارة الخارجية الكوبية